# Drug Metabolism Reviews
Drug Metabolism Reviews, abgekürzt Drug Metab. Rev., ist eine wissenschaftliche Zeitschrift, die vom Informa-Verlag veröffentlicht wird. Die Zeitschrift wurde erstmals im Jahr 1972 veröffentlicht und erscheint derzeit vierteljährlich. Sie ist die offizielle Zeitschrift der International Society for the Study of Xenobiotics. Es werden Übersichtsartikel zum Thema Fremdstoffmetabolismus veröffentlicht.
Der Impact Factor lag im Jahr 2018 bei 4,702. Nach der Statistik des ISI Web of Knowledge wird das Journal mit diesem Impact Factor in der Kategorie Pharmakologie und Pharmazie an 16. Stelle von 254 Zeitschriften geführt.
Chefherausgeberin ist Anna Radominska-Pandya University of Arkansas for Medical Sciences, Little Rock, Vereinigte Staaten von Amerika.